# Kisoroszi
Kisoroszi község Pest vármegyében, a Szentendrei járásban, a budapesti agglomerációban.

## Fekvése

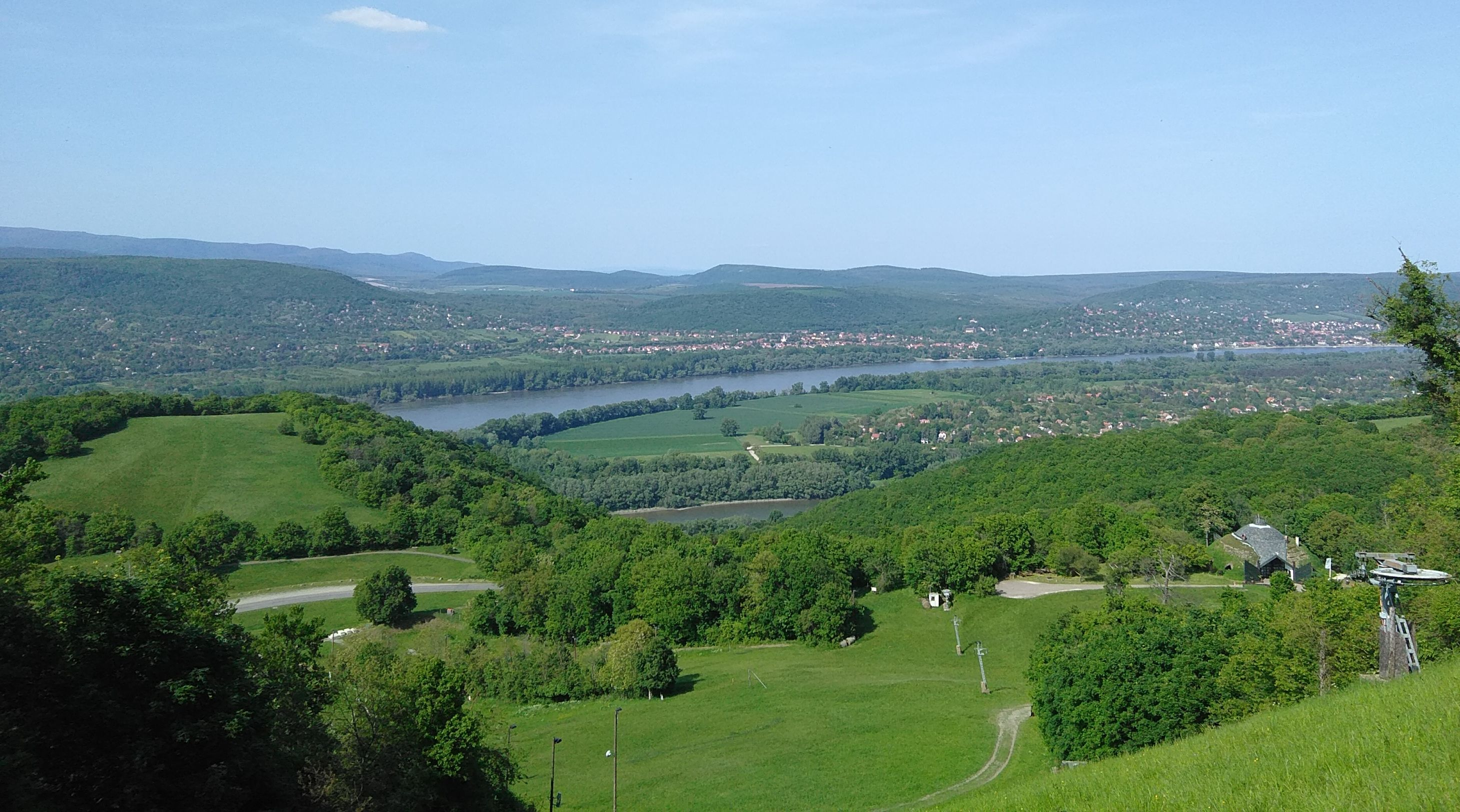
A Kisoroszi Szigetcsúcs a visegrádi Nagy-Villám-hegyről (távolabb Kismaros és Verőce)

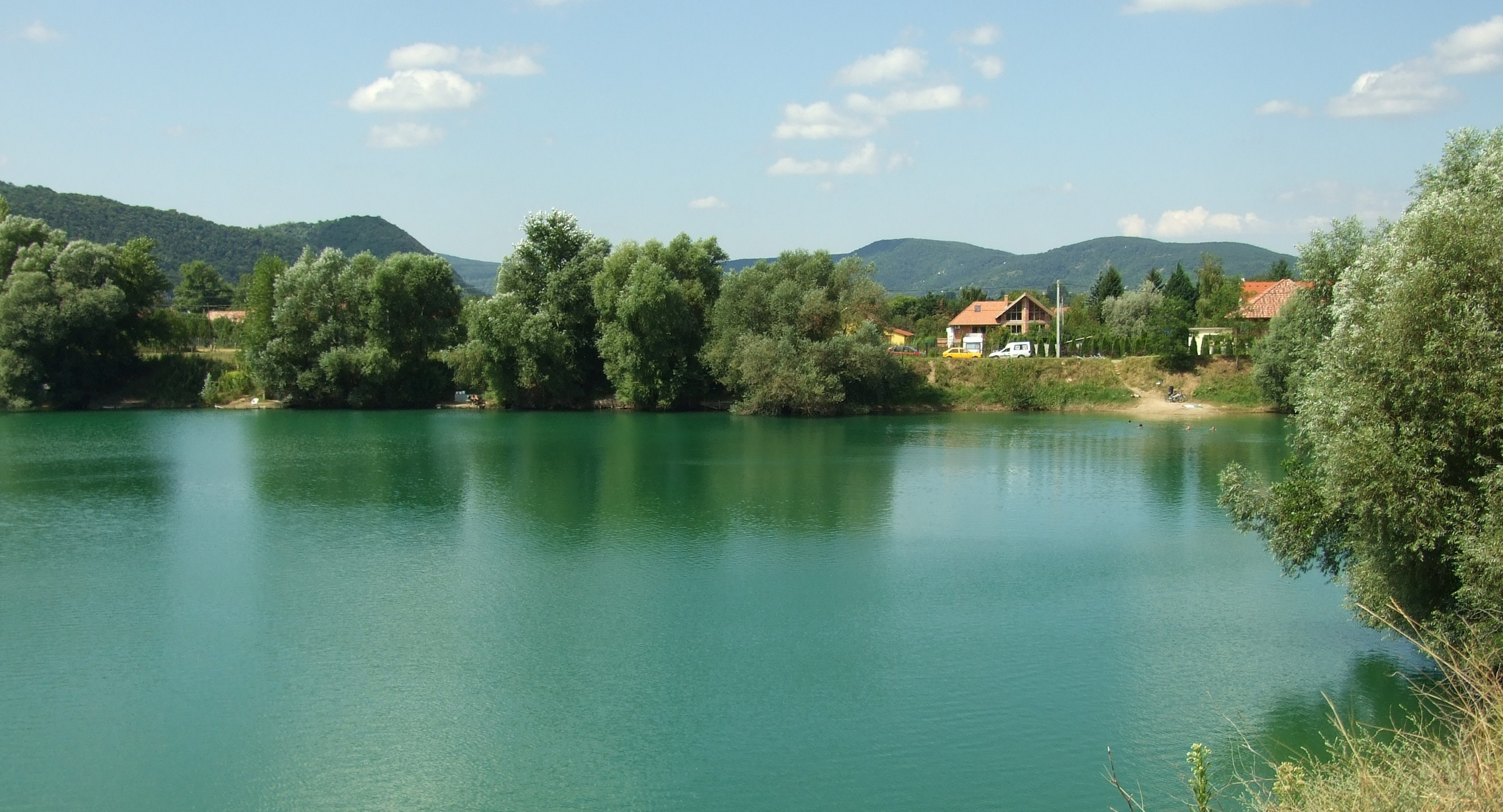
Kisoroszi Cseres-tó

A Dunakanyarban, a Visegrádi-szoros áttöréses völgyének végén, a Duna főága és a Szentendrei-Duna által közrefogott Szentendrei-szigeten helyezkedik el. A közkedvelt északnyugati szigetcsúcs körülbelül 5 kilométeres hosszban teljes egészében a település közigazgatási területéhez tartozik. Tahitótfalutól a szigeten végighúzódó 1113-as úton közelíthető meg, vagy pedig a Dunabogdány és Visegrád határvonalától (Szentgyörgypusztától) induló komppal. A révhez vezető út a falu irányából a 11 317-es, Szentgyörgypuszta felől pedig a 11 318-as számot viseli. (Régen a személyforgalom mellett közúti forgalmat is bonyolított, továbbá ezen kívül üzemelt átkelőhajó a Duna váci főágán is, ami Verőcével kötötte össze Kisoroszit.) Nagyobb árvizek idején a Duna rendszeresen elönti a közutakat, ilyenkor a falu csak vízi járművekkel közelíthető meg.

## Nevének eredete
A hagyomány szerint Kálmán király uralkodásának idején Oroszországból beköltözött emberek szállták meg ezt a helyet, akiktől a helység a nevét kapta.
Szent Imréről egykorú forrás azt jegyezte fel, hogy címe „dux Ruizorum", azaz „oroszok vezére", trónörökös utódjáról, Orseolo Péterről pedig azt írták, hogy mint trónörökös, „princeps exercitus regis", tehát a „a királyi sereg parancsnoka" volt. Minthogy régi magyar nyelven az orosz szónak „királyi ajtónálló, csatlós, testőr" jelentése is volt, a bizánci császárnak pedig, ugyanúgy, mint a kijevi nagyfejedelemnek, rusz, ill. varég (varang, varjág) testőrsége volt, a magyar királyi testőrséget az államalapítás után az a népelem alkothatta, amelynek Orosz és Varang helyneveinkben maradt emléke.
Más vélemények szerint Kisoroszi mégsem az orosz, hanem a Rosd szóhoz köthető, mivel a falu kezdetben a Rosd nemzetség ősi birtoka volt. Neve (régi helyesírással) Kis-Oroszi, előtte Oroszfalu. Feltételezett fejlődési sorrendje: Rosd, Rosdfalu, Rosfalu, Orosfalu, Oroszfalu, Orosz, Oroszi, Kisoroszi

## Története
Kisoroszi területe már az ókorban lakott volt, a rómaiak több őrtornyot is emeltek a betörő markomannok és más népek miatt. A középkorban falu már a Rosd honfoglaló ősnemzetségé volt, a legelső ismert írott emlék az 1394. évből van, ekkoriban Orosz néven említették a települést. A 14. században lett a Kalászi családé, a következő évszázadban pedig Mátyás király hajdúinak letelepedési helye volt. Buda 1541-es török kézre kerülését követően török fennhatóság alá került. 
A törökök kiűzését követően az Udvari Kamara vette át a terület irányítását, 1692-ben I. Lipót király kivonta a falut a katonatartási kötelezettség alól. 1700-ban Intzia Valkard birtoka lett, ám az ág kihalásával Gundaker Thomas Starhembergé lett. A gróf célja az volt, hogy uralma alá vonja a lakosokat, annak ellenére, hogy az 1715. évi XXXIV. tc. kimondta, hogy mint kiváltságokkal rendelkező falu, lakosai szabadon élhetnek. 1790-ben Keglevich Károly leszármazottaié lett, majd a visegrádi uradalom részévé vált.
Az eredetileg egy utcás falu kezdetben Nógrádhoz, majd Pest vármegyéhez tartozott. A két vármegye a XVII. század utolsó évtizedében rendszeresen vitázott arról, hogy melyik közigazgatási egységhez sorolják Kisoroszit. 1695-ben Nógrád vármegye ragadta magához és kinyilvánította azon elhatározását, miszerint visszaadni nem fogják, sőt ha kell, katonaságot is bevetnek. A két vármegye közti ellentét a település tárgyában továbbra is fennállt, így végül a kancellária elé került a kérdés, ott pedig úgy döntöttek, hogy a község Pest vármegyéhez kerüljön. A két vármegye közti jó viszony megteremtésére és megtartására I. Lipót 1696-ban mégis úgy rendelkezett, hogy Kisoroszi Nógrádé legyen, ám ekkor a vármegyének ez már nem volt elég, az ellentétek nem csitultak. 1704-ben már Pest megye részeként említették.
A faluban két templom áll, egy katolikus és egy református. Ezen utóbbi neobarokk stílusú, 1803-ban épült. Tornya a mainál jóval magasabb volt, ám az 1900-as évek táján omlásveszély miatt a toronysisakot átépítették. Három haranggal rendelkezik, 1992 és 1995 között felújították. A katolikus templom felszentelésérre 1719-ben került sor. 1810-ben lett a templomnak és az egyházközségnek plébánosa, 1837-től Pethő János töltötte be ezen egyházi méltóságot.

## Közélete

### Polgármesterei
- 1990–1994: Újváry Pál (független)[5]
- 1994–1998: Ujváry Pál (független)[6]
- 1998–2002: Ujváry Pál (független)[7]
- 2002–2006: Molnár Csaba (független)[8]
- 2006–2010: Molnár Csaba (független)[9]
- 2010–2014: Molnár Csaba (független)[10]
- 2014–2017: Nádasdy-Csontos Elek (független)[11]
- 2017–2019: Molnár Csaba (független)[12][13]
- 2019–2024: Molnár Csaba (független)[14]
- 2024–: Molnár Csaba (független)[1]

A településen 2017. május 14-én időközi polgármester-választást (és képviselő-testületi választást) kellett tartani, mert a képviselő-testület négy tagjából hárman még január 18-án megszavazták a testület feloszlatását.

## Népesség
A település népességének változása:
| Lakosok száma | 946  | 949  | 962  | 992  | 946  | 908  | 902  |
|               | 2013 | 2014 | 2018 | 2021 | 2022 | 2023 | 2024 |

A 2011-es népszámlálás során a lakosok 83,9%-a magyarnak, 0,4% cigánynak, 1,2% németnek, 0,8% románnak, 0,2% szlováknak, 0,3% ukránnak mondta magát (16% nem nyilatkozott; a kettős identitások miatt a végösszeg nagyobb lehet 100%-nál). A vallási megoszlás a következő volt: római katolikus 36,1%, református 20%, evangélikus 0,8%, görögkatolikus 0,3%, izraelita 0,2%, felekezeten kívüli 12,1% (29,4% nem nyilatkozott).
2022-ben a lakosság 87,8%-a vallotta magát magyarnak, 1,5% németnek, 0,5% románnak, 0,1-0,1% ukránnak, szlovénnek és cigánynak, 3,4% egyéb, nem hazai nemzetiségűnek (11,6% nem nyilatkozott; a kettős identitások miatt a végösszeg nagyobb lehet 100%-nál). Vallásuk szerint 26,4% volt római katolikus, 16,9% református, 0,8% evangélikus, 0,7% görög katolikus, 0,1% izraelita, 1,1% egyéb keresztény, 1,1% egyéb katolikus, 12,2% felekezeten kívüli (40,3% nem válaszolt).

## Nevezetességei
- Kisoroszi golfpálya (18 lyukú)
- Rózsafüzér királynője róm. kat. templom, 1719. (Oltárkép: Lepantói csata)
- Kálvária domb (római erődítmény helyén épült kápolnával, 2013-ban felújított stációkkal)
- Református templom (1803)
- Cseres-tó panorámafotó
- 2013-ig[m 1] itt volt a Baktay Ervin Indián-cowboy Múzeum (Western játékok emlékhelye)
- Halápi Lovarda (indiántábor)
- Kisoroszi Helytörténeti Gyűjtemény és Fotóarchívum (Művelődési Házban)
- Szigetcsúcs Kemping és dunai szabadstrand
- Kisoroszi, Pásztorkert - római erőd maradványai

## Híres emberek

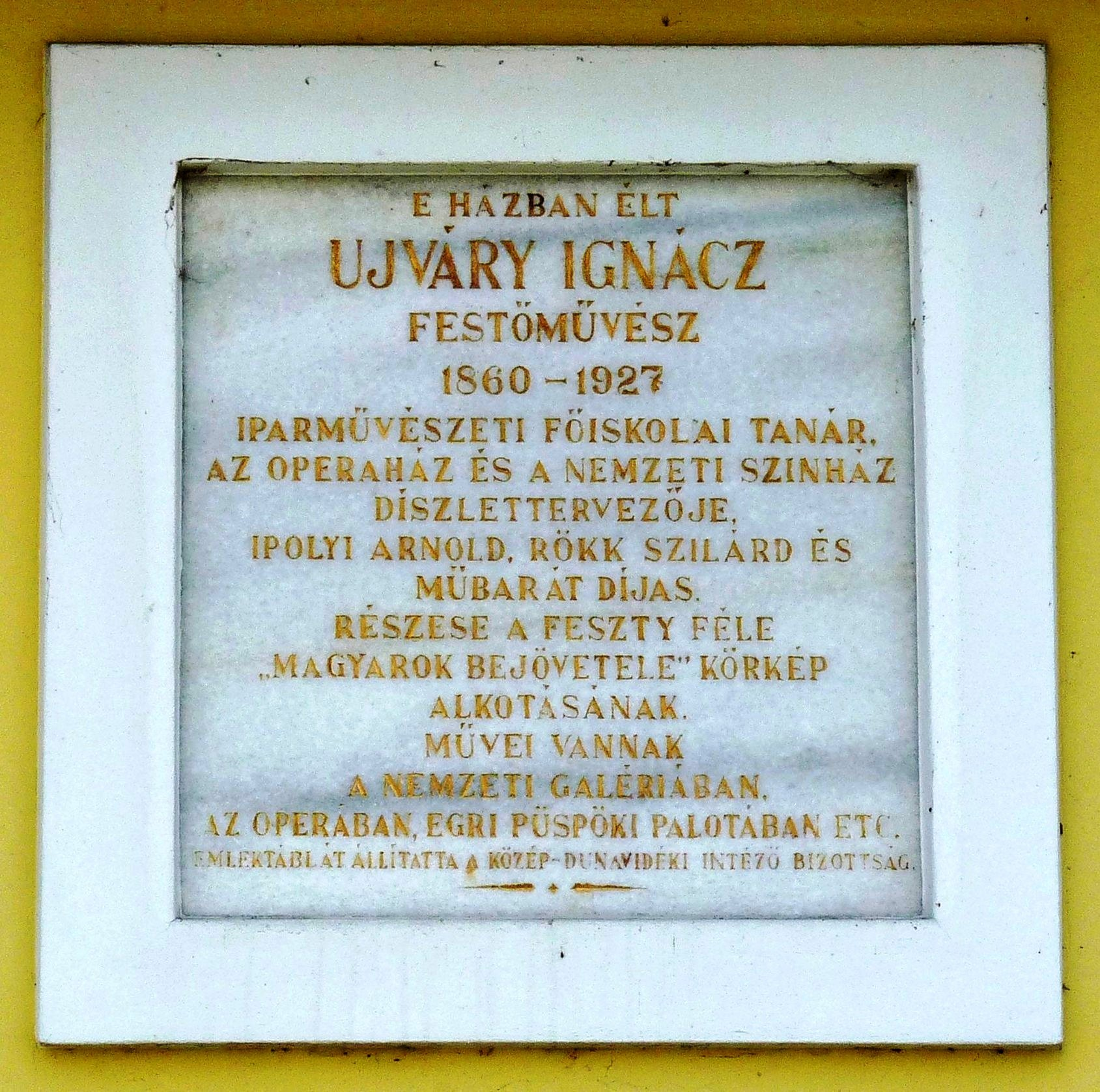
Ujváry Ignác emléktáblája Kisorosziban

- 1896-tól 1927-ben bekövetkezett haláláig itt élt és dolgozott Ujváry Ignác festő, „a sziget szerelmese”.
- Itt született, alkotott és halt meg Ujváry Ferenc, Ujváry Ignác fia.
- Fekete István író itt lakott az 50-es évek elején.
- Kádas Kálmán itt született gazdasági mérnök, statisztikus, Heller Farkas munkatársa, egyetemi tanár, dékán, rektorhelyettes.
- Drozdy Gyula népiskolai tankönyvíró haláláig itt lakott.
- 1962-ben itt halt meg Rakovszky György altábornagy.
- Nyaranta itt élt és alkotott Mészöly Miklós író, Polcz Alaine, Nádas Péter, Simonffy András, Kukorelly Endre, és mások.
- Itt alkotott és halt meg Korga György.
- Sváby Lajos festőművész (műterme a Kis-Duna parton).
- Élete utolsó éveiben itt élt és a református templomban kántorkodott Illés Lajos az Illés-együttes zenésze.
- 2017 májusában Havas Henrik a település önkormányzati képviselője lett.